# Biggers
Biggers – miasto w Stanach Zjednoczonych, w stanie Arkansas, w hrabstwie Randolph.